# Maksym II z Jerozolimy
Maksym II z Jerozolimy – dwudziesty szósty biskup Jerozolimy.